# Mesabolivar argentinensis
Mesabolivar argentinensis is een spinnensoort uit de familie trilspinnen (Pholcidae). De soort komt voor in Argentinië. 